# Пава (город)
Пава (фр. Paoua) — город в северо-западной части Центральноафриканской Республики, на территории префектуры Уам-Пенде.

## География
Абсолютная высота — 608 метров над уровнем моря.

## Население
По данным на 2013 год численность населения составляет 19 199 человек.
Динамика численности населения города по годам:
| 1988   | 2003   | 2013   |
| ------ | ------ | ------ |
| 14 120 | 17 370 | 19 199 |

## Известные уроженцы
В Паве родился Анж-Феликс Патассе — центральноафриканский государственный и политический деятель, премьер-министр (1976—1978) и президент Центральноафриканской Республики (1993—2003).